# حي النويدرة (حضرموت)
حي النويدرة هو أحد أحياء مدينة تريم في محافظة حضرموت اليمنية. يبلغ تعداد سكانه 6324 نسمة حسب التعداد السكاني في اليمن لعام 2004.